# سید محمد فقیه
سید محمد فقیه (۲۱ فروردین ۱۳۲۱ – ۲ فروردین ۱۴۰۱) امام جمعهٔ نی‌ریز و نمایندهٔ دورهٔ دوم و پنجم مجلس خبرگان رهبری از حوزهٔ انتخابیهٔ استان فارس بود. وی که بعلت بیماری حدود دو هفته در بیمارستان شهید فقیهی شیراز بستری بود، در ۲ فروردین ۱۴۰۱ در سن ۸٠ سالگی درگذشت.